# مقاطعة قرجك
مقاطعة قرجك (بالفارسية: شهرستان قرچک) هي مقاطعة في محافظة طهران في إيران. عاصمة المقاطعة هي قرجك. في تعداد عام 2006، بلغ عدد سكان المحافظة 211,949.  يوجد في المقاطعة مدينة واحدة هي قرجك.